# Mark Heyck
Mark Heyck (Yellowknife, 1976) é um político canadense. Foi o décimo-quarto prefeito de Yellowknife, capital dos Territórios do Noroeste, entre 2012 e 2018.
Nascido e criado em Yellowknife por um pai mineiro, Heyck estudou história na Universidade McGill, em seguida, voltou para Yellowknife e ofereceu-se como tesoureiro e vice-presidente da Folk on the Rocks e servindo no Sindicato dos Trabalhadores norte e do site de multimédia do coordenador de Prince of Wales Northern Heritage Centre.